# The Quiet Place
"The Quiet Place" er en single af det svenske melodiske dødsmetal-band In Flames, der blev udgivet i 2004, og kom fra albummet Soundtrack to Your Escape. Singlen viste sig at blive meget populær og, blev blandt andet placeret som nummer 2 i Sverige.

## Spor
1. "The Quiet Place"
2. "My Sweet Shadow" (Remix)
3. "Värmlandsvisan" (Live)
4. "The Quiet Place" (Videoklip)

## Fodnoter
1. 1 2  Den svenske hitliste
2. ↑  "Tysklands hitliste". Arkiveret fra originalen 15. april 2008. Hentet 19. april 2008.